# Structuurvisie
Structuurvisie is in Nederland een ambtelijk document in de ruimtelijke ordening. Het is de opvolger van het structuurplan. 

## Voorgeschiedenis

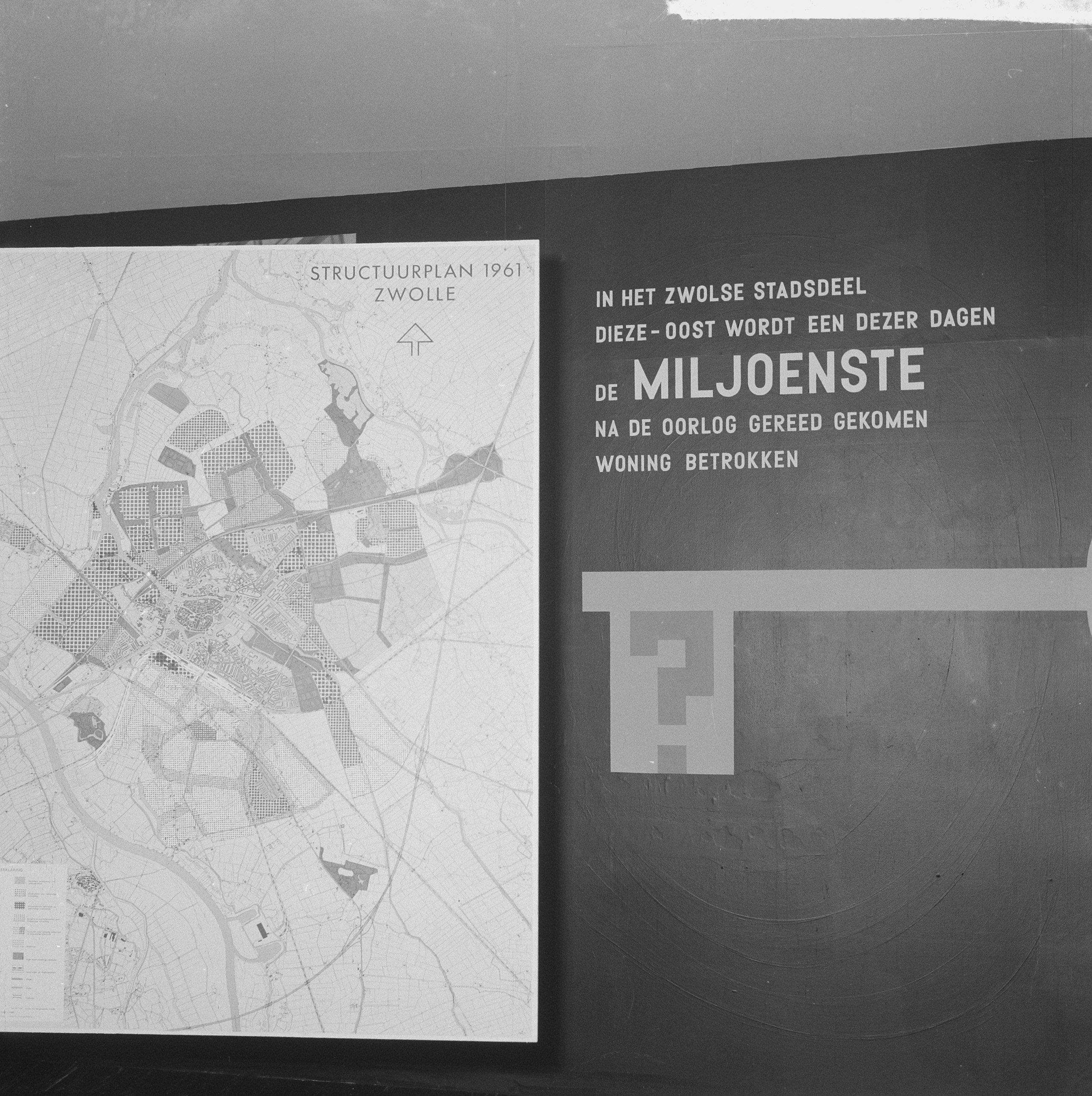
Structuurplan Zwolle (anno 1961)

Het structuurplan werd in 1956 ingesteld met de Wet Ruimtelijke Ordening (artikel 7). Het instrument had in de ontwerpfase van de wet nog een verplicht karakter. Omdat het echter niet reëel bleek dat alle gemeenten binnen afzienbare tijd aan deze verplichting konden voldoen, kreeg dit instrument later een facultatief karakter. Veel gemeenten zouden dan ook nooit een structuurplan vaststellen, maar kozen voor een ander onofficieel plan voor de middellange termijn. Hiervoor werden soortgelijke benamingen gebruikt als 'structuurschets' of (de later officieel geworden term) 'structuurvisie'. Een eenmaal vastgesteld structuurplan had echter wel een relatief grote juridische zeggingskracht; meer nog zelfs dan de huidige structuurvisie.
Bij de herziening van de Wet ruimtelijke ordening (met name om de overzichtelijkheid van de wet te vergroten) werd het facultatieve structuurplan vervangen door de verplichte structuurvisie.

## Inhoud en status
In een structuurvisie wordt de visie op het ruimtelijk beleid voor de hele gemeente, provincie of een ander administratief gebied beschreven. Hierin vertelt het bevoegde gezag bijvoorbeeld waar gebouwd mag worden, waar de natuur behouden blijft en waar de economische structuur versterkt moet worden.
Deze structuurvisie heeft geen juridische status in het kader van de Wet ruimtelijke ordening. Het is voor de opsteller wel een voor zichzelf bindend en richtinggevend document waarin de streekplangebieden (en grote bestemmingsplannen) in hun onderlinge samenhang worden bezien. De ruimtelijke strategie in de structuurvisie heeft een termijn van doorgaans 10 à 20 jaar met een doorkijk naar nog langere termijnen.

## Diverse schalen van de structuurvisie
Voor de inwerkingtreding van de huidige Wet ruimtelijke ordening maakt alleen de gemeente een structuurvisie voor haar grondgebied. Een voorbeeld is de Structuurvisie Amsterdam 2040. Sinds de provincie haar taak van het goedkeuren voor vastgestelde bestemmingsplannen in de huidige Wet ruimtelijke ordening is verloren, zoekt de provincie naar andere beleidsinstrumentarium. Sindsdien maakt ook de provincie structuurvisie voor haar grondgebied: Provinciale Ruimtelijke Structuurvisie (PRSV). Soms wordt er ook intergemeentelijke of interprovinciale structuurvisie gemaakt. Een voorbeeld is de Structuurvisie Randstad 2040.
De visie speelt een belangrijke rol in het ruimtelijke ontwikkelingsbeleid. Desondanks blijft de visie een hoog abstract document waarin ruimtelijke ontwikkelingen slechts globaal wordt geïnitieerd en gestimuleerd.